# Óbudai játszóterek

Óbuda-Békásmegyer elhelyezkedése Budapesten

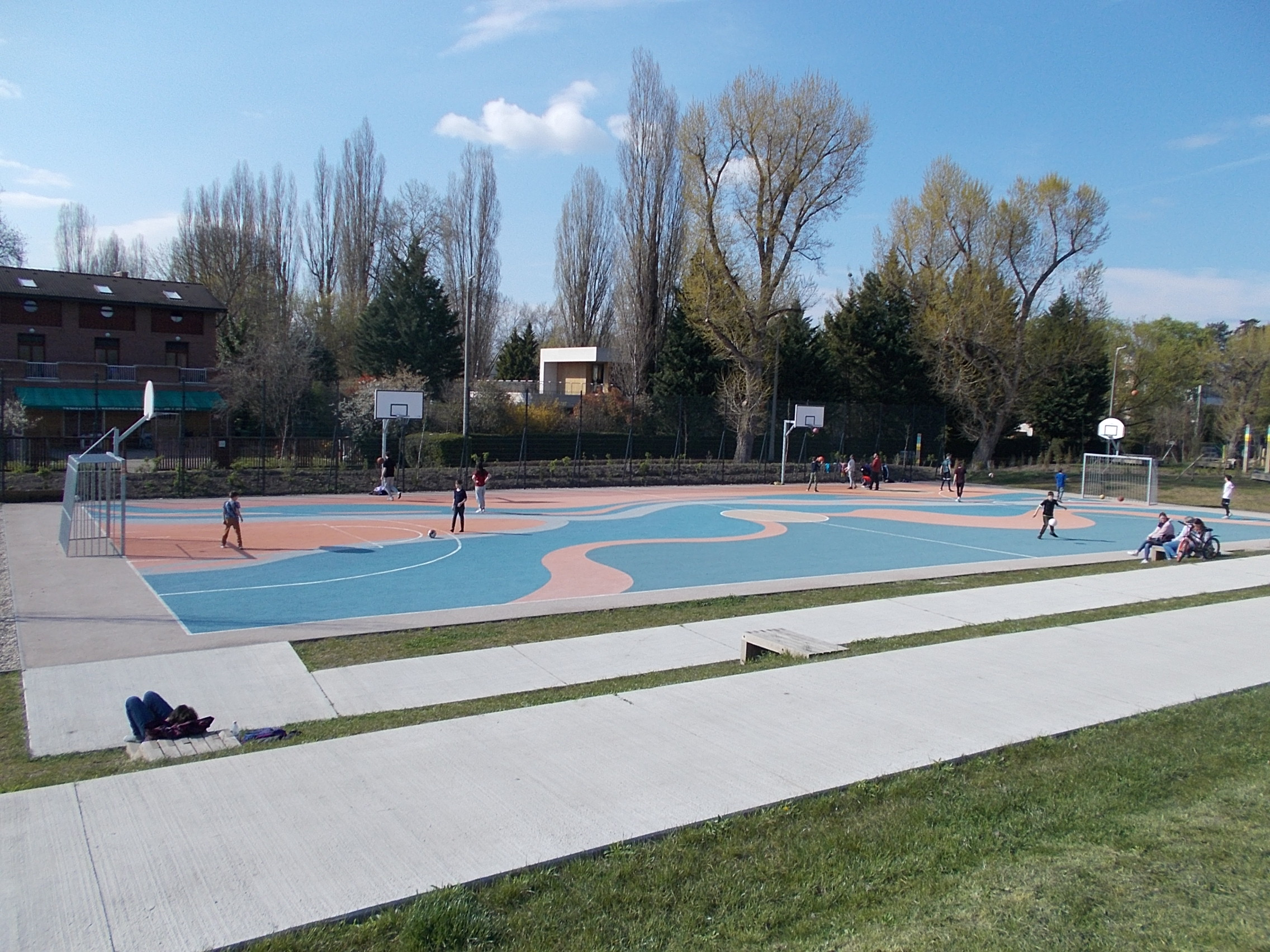
A Pünkösdfürdő Parkban a játszótér mellett sportpályák is találhatók

Óbuda-Békásmegyer Budapest egyik legnagyobb és legrégebbi kerülete, amely számos korszerű és jól felszerelt játszótérrel rendelkezik. A kerület közterületein található játszóterek különböző korosztályok számára kínálnak biztonságos és változatos kikapcsolódási lehetőségeket. A játszóterek kialakítása megfelel a modern biztonsági előírásoknak, és gyakran tematikus elemekkel, speciális játékszerekkel, valamint árnyékos pihenőhelyekkel is kiegészül. Az óbudai játszóterek nemcsak a helyi lakosság, hanem a város más részeiről érkező látogatók számára is vonzó célpontot jelentenek.

## Óbudai játszóterek és elhelyezkedéseik
| Játszótér neve            | Elhelyezkedés                     | Rövid jellemzés |
| ------------------------- | --------------------------------- | --- |
| Akácfa utcai játszótér    | Akácfa u. 12b, 1039               | A 2015-ben megnyitott játszótér fő attrakciója a fúvófejes vízjáték, amely a nyári melegben párásító funkciójával hűsíti a gyerekeket. Emellett egy 33 négyzetméteres homokozó és különböző korosztályok számára kialakított hinták is megtalálhatók itt. A területakadálymentesített illemhellyel, pelenkázóval és kerékpártárolóval is rendelkezik, így családbarát és kényelmes környezetet biztosít a látogatóknak.                                            |
| Árok utcai játszótér      | Hegy utca 1, 1038                 | A teljesen felújított játszótér modern és biztonságos játékelemekkel várja a gyerekeket, Parkosított környezetben. A játszótér mellett egy mezítlábas taposóösvény is található, amelyet 2014-ben hoztak létre, és 23 különböző járófelületével segíti a gyerekek talpizmainak erősítését, megelőzve a lúdtalp kialakulását. |
| Hímző utcai játszótér     | Hímző u., 1039                    | 2022 szeptemberében a STADA Palánta program keretében környezettudatosságra és egészséges életmódra nevelő tematikus játékokkal bővült a játszótér. Ezek a játékok célzottan hívják fel a figyelmet a helyben termő zöldségek és gyümölcsök fontosságára, valamint az egészséges táplálkozás és a környezettudatos gondolkodás jelentőségére. |
| Holdudvar Park játszótér  | Ágoston u. 4, 1032                | A parkot 2019-ben közösségi tervezéssel újították meg, és azóta holdraszállás és űrhajózás tematikájú játszótérrel, csúszdaparkkal, street workout eszközökkel, pingpongasztalokkal és 450 méteres rekortán futókörrel várja a látogatókat. |
| Ilonka utcai játszótér    | Ilonka u. 7-9, 1037               | A játszótér területén kisebb mászóvár, homokozó, hinta és süllyesztett trambulin található, melyek biztonságos gumiburkolattal vannak ellátva. A felnőttek számára kényelmes padok biztosítják a pihenést, valamint ivókút is rendelkezésre áll. A játszótér kialakítása során új növényeket is telepítettek, hozzájárulva a zöld környezet megteremtéséhez. A környéken az utcán ingyenes parkolási lehetőség áll rendelkezésre.                                  |
| Kiskorona utcai játszótér | Kiskorona u. 18, 1036             | Ez egy kisebb méretű, családias hangulatú játszótér, amely mászóvárral, csúszdával, hintákkal és rugós játékokkal várja a gyermekeket. 2019-ben a játszótér felújításon esett át, melynek során kicserélték a kerítéseket és új játszóeszközöket telepítettek. A játszótér kapuját zárhatóvá tették, és kifüggesztették a házirendet a biztonságos és rendezett használat érdekében. A játszótér környékén az utcán fizetős parkolási lehetőség áll rendelkezésre. |
| Mészkő Park               | Budapest, Mészkő u. 13-17, 1031   | A Mészkő Park Budapest III. kerületében, az Aranyhegy városrészben található, a Mészkő utca mentén. A 2017-ben megnyitott, 2,5 hektáros park közösségi tervezés eredményeként jött létre, figyelembe véve a helyi lakosok igényeit. A területen modern játszótér, strandröplabda pálya, streetball pálya, pingpongasztalok, felnőtt fitnesz park és kutyafuttatók is találhatók. A parkhoz 22 férőhelyes parkoló tartozik, amely hétvégente gyakran megtelik.      |
| Óbudai-szigeti játszótér  | Óbudai-sziget                     | A természetes környezetben fekvő játszótér népszerű a családok és a kirándulók körében, mivel a sziget többi részével együtt kellemes kikapcsolódást biztosít a városi nyüzsgéstől távol. |
| Pünkösfürdő park          | Kossuth Lajos üdülőpart 136, 1039 | A Pünkösdfürdő Park a Duna partján a Római-parton található. A közel 2 hektáros park 2022 tavaszán nyílt meg. |
| Templom utcai játszótér   | Templom u. 11, 1038               | Ez egy kisebb, bekerített játszótér, amely hintával, mászóvárral, rugós játékokkal, libikókával, csúszdával és homokozóval várja a gyerekeket. |

## Legnépszerűbb játszóterek

#### Holdudvar Park játszótér
A Holdudvar Park játszótere Budapest III. kerületében található, és 2019-ben közösségi tervezéssel újult meg. A holdraszállás tematikájú játszótér csúszdaparkkal, mászókákkal és hintákkal várja a gyerekeket, míg a nagyobbak számára street workout eszközök, pingpongasztalok és egy 450 méteres futókör is rendelkezésre áll. A park árnyékolt pihenőhelyekkel, ivókutakkal és zöldterületekkel biztosít kellemes kikapcsolódást minden korosztály számára.

#### Ilonka utcai játszótér
A játszótér területén kisebb mászóvár, homokozó, hinta és süllyesztett trambulin található, melyek biztonságos gumiburkolattal vannak ellátva. A felnőttek számára kényelmes padok biztosítják a pihenést, valamint ivókút is rendelkezésre áll. A játszótér kialakítása során új növényeket is telepítettek, hozzájárulva a zöld környezet megteremtéséhez. A környéken az utcán ingyenes parkolási lehetőség áll rendelkezésre.

#### Óbudai-szigeti játszótér

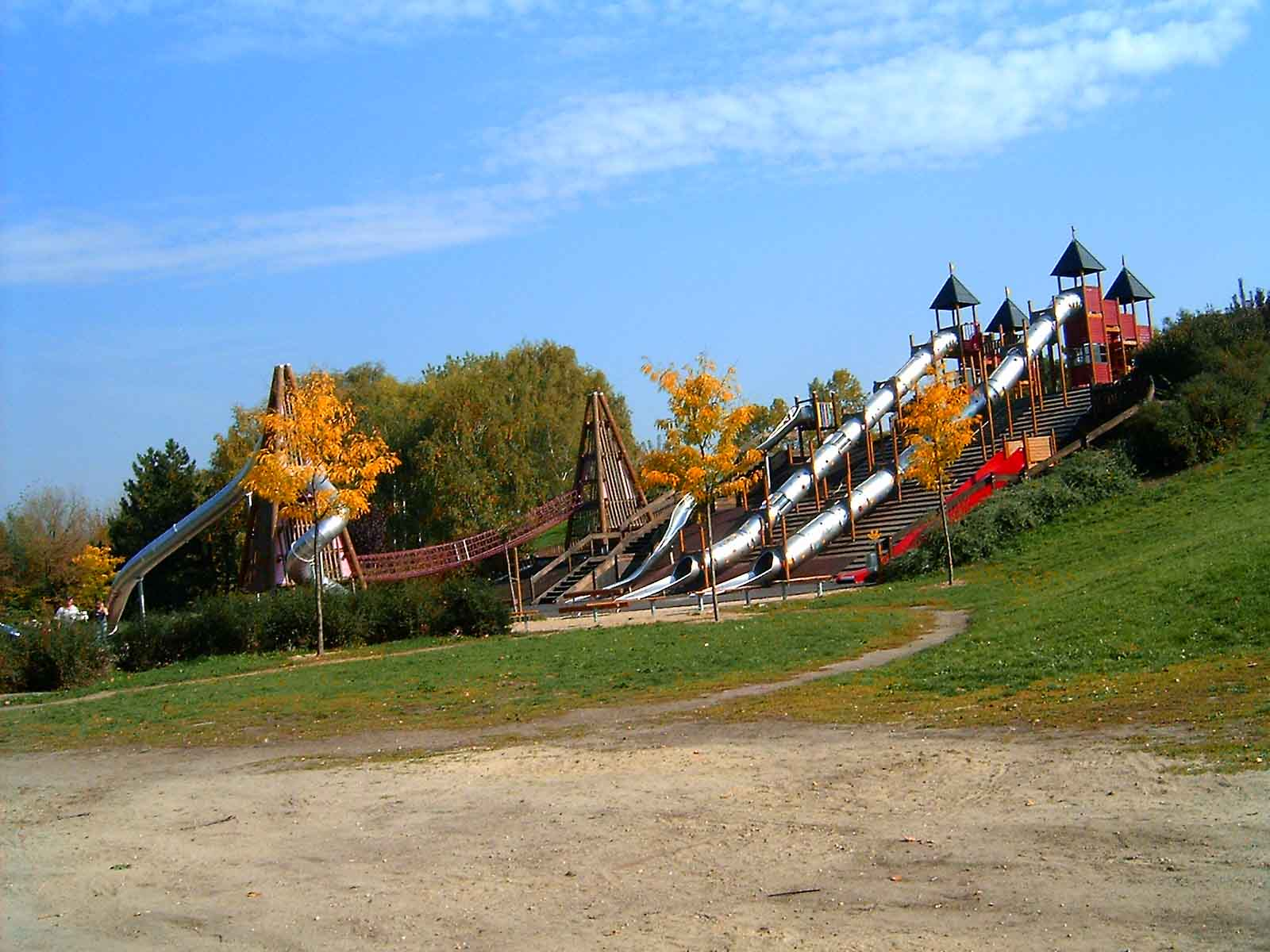
Az Óbudai-szigeten, vagy más néven Hajógyári szigeten található játszótér

Budapest III. kerületében, az Óbudai-sziget déli részén található, a K-hídhoz közel. A természetes környezetben fekvő játszótér népszerű a családok és a kirándulók körében, mivel a sziget többi részével együtt kellemes kikapcsolódást biztosít a városi nyüzsgéstől távol. A játszótér közelében futópályák, kutyafuttató, szabadtéri edzőpark és zöldterületek találhatók, így az egész család számára alkalmas pihenőhely. A játszóteret 2025. januárban újították fel, a játszótéren nemcsak a csúszdák újultak meg, de az indítótornyok is, a csúszdázódomb pedig korszerű, esővédő burkolatot kapott. A gyerekek a lépcső mellett több útvonalon, kötelek és színes mászófogások segítségével is felkapaszkodhatnak a csúszdákig.

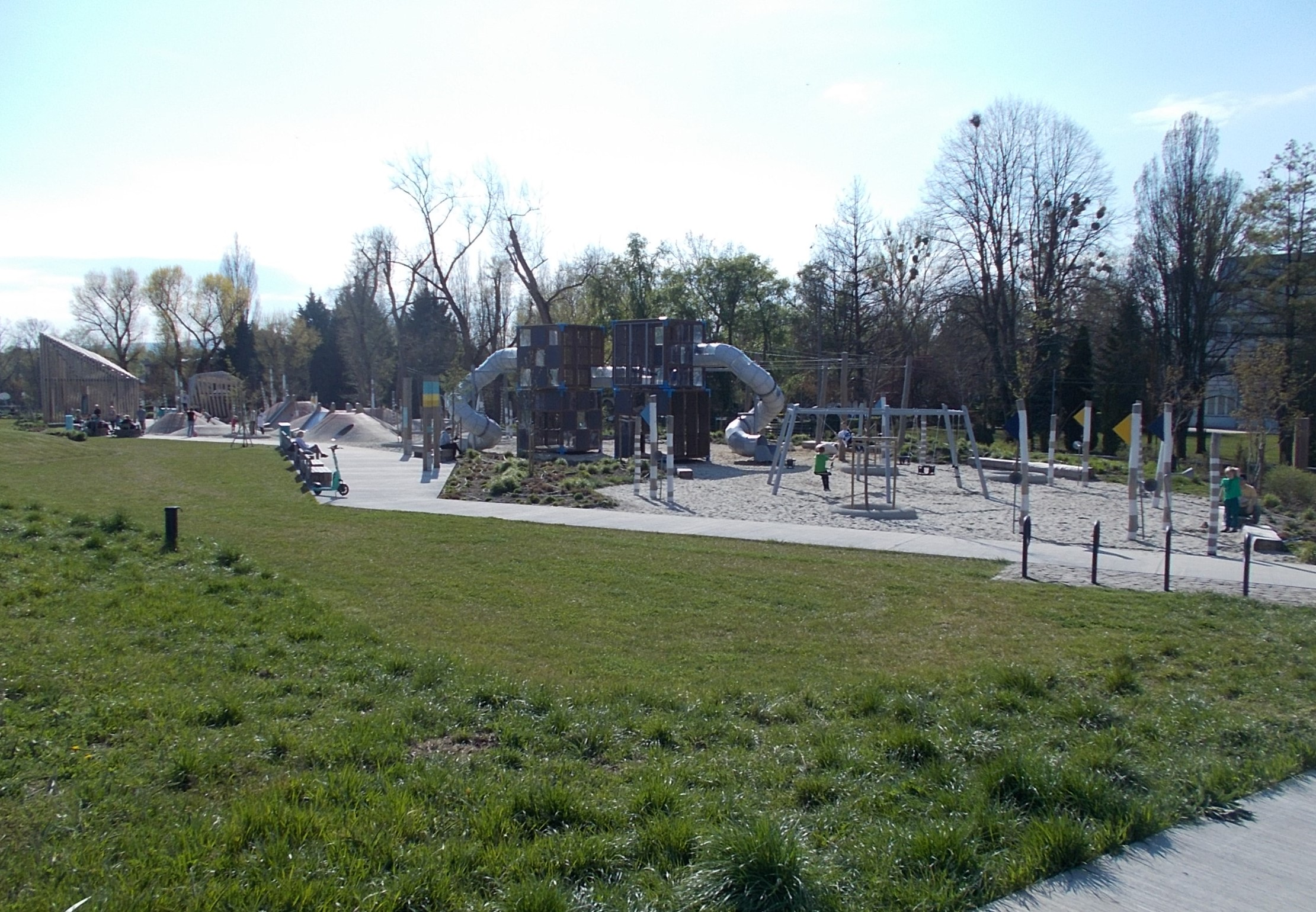
A 2022-ben épült Pünkösdfürdő parkban található játszótér

#### Pünkösdfürdő park
A parkot elkülönülő zónákra tagolták, amelyet a középen futó akadálymentes sétaút fűz egésszé. A különböző zónában fából készült fitnesz-eszközökön lehet edzeni, a  gumiborítású részen pedig a kosarazni és focizni vágyók találnak maguknak pályát. A parkban több mint 600 fát ültettek, köztük gyümölcsfákat is. A parkban a különféle sportpályák mellett tanösvények és pétanque-pálya is található.

#### Templom utcai játszótér
A Békás játszótér néven is ismert játszóteret 2014 áprilisában adták át. A játszótér Óbuda északi részén, a Békásmegyeri lakótelep mögött megbújó Ófaluban található. A játszótér a We love Budapest és a Minimatiné Budapest Top 8 játszóterét felsoroló listájában is szerepel.